# The Ultimate 11: SNK Football Championship
The Ultimate 11: SNK Football Championship es un videojuego de fútbol de arcade desarrollado y lanzado por SNK en 1996 como la cuarta entrega de la saga Super Sidekicks como predecesor de Super Sidekicks 3: The Next Glory (1995). Como un juego de arcade como sus predecesores permitía al usuario enfrentar a la inteligencia artificial del juego o a otro jugador con el equipo de su elección. Primero fue lanzado para la Neo Geo MVS y más tarde para Neo Geo AES, así como el relanzamiento para varios servicios de descargas y otras consolas. El título recibió críticas positivas de los críticos pero no fue popular en los jugadores como en las entregas anteriores. Su sucesor fue el Neo Geo Cup '98: The Road to Victory (1998), un remake de Super Sidekicks 3 que fue la entrega final de la saga Super Sidekicks.

## El Juego
Similar a su predecesor, The Ultimate 11: SNK Football Championship es un videojuego de fútbol en dos dimensiones con sprites. La jugabilidad es similar a otros juegos y presenta las reglas del juego de su año de creación, optando por un modelo del estilo arcade para una mejor simulación.
Los anotadores de los goles continuaban apareciendo como en la entrega anterior, pero no guarda el registro de ellos. Los torneos regionales fueron eliminados y reemplazados por el SNK Football Championship, el cual es un torneo de eliminación en el que el jugador elege a un oponente de cada zona y ganaba el torneo al ganar en las ocho zonas según el orden que el usuario eligiera.
De tener buenos resultados que incluyeran jugar rápido en los tres primeros partidos, aparecía como cuarto rival un equipo oculto llamado SNK Superstars, en el que los jugadores eran personajes de los videojuegos de lucha de SNK, equipo que contaba con una sede en la que aparecían otros personajes similares. Los equipos contaban con una barra de poder (algo similar a los juegos de lucha), la cual cargaban cuando el jugador tuviera posesión de balón bajo su control. Cuando la barra se llena, el jugador tira a gol con un disparo que es virtualmente inbloqueble dependiendo del rival. Como novedad incluía una clasificación de equipos según el desempeño de ellos con los usuarios.

### Equipos
La cantidad de equipos fue expandida con respecta a su predecesor ya que pasó de 64 a 80 equipos disponibles a escoger antes de elegir cada torneo, los cuales está divididos en 8 "regiones" geográficas:
| Europa (grupo A) * Italia * España * Portugal * Gales * Francia * Inglaterra * Irlanda * Escocia * Irlanda del Norte * Islandia      | Europa (grupo B) * Alemania * Suecia * Bélgica * Dinamarca * Austria * Holanda * Suiza * Noruega * Finlandia * Croacia | Europa (grupo C) * Bulgaria * Rusia * Turquía * República Checa * Rumania * Grecia * Hungría * Polonia * Eslovaquia * Israel | África * Nigeria * Camerún * Zambia * Costa de Marfil * Sudáfrica * Egipto * Marruecos * Zimbabue * Túnez * Argelia              |
| América/Caribe * Estados Unidos * Canadá * El Salvador * Panamá * Guatemala * México * Puerto Rico * Costa Rica * Jamaica * Honduras | Suramérica * Brasil * Colombia * Bolivia * Paraguay * Chile * Argentina * Uruguay * Ecuador * Perú * Venezuela         | Asia/Oceanía A * Arabia Saudita * India * Irak * Emiratos Árabes Unidos * Irán * Catar * Omán * Baréin * Kuwait * Uzbekistán | Asia/Oceanía B * Australia * China * Taiwán * Tailandia * Nueva Zelanda * Corea del Sur * Japón * Malasia * Hong Kong * Singapur |

## Desarrollo y Lanzamiento
The Ultimate 11: SNK Football Championship estuvo a cargo de Takashi Nishiyama. I.Etsuko y Y.Romario fueron los diseñadores. Los miembros de Shinsekai Gakkyoku Zatsugidan Yasuo "Tate-Norio" Yamate y MIKI se encargaron de la música y los efectos de sonido. The Ultimate 11 primero fue lanzado por SNK para el sistema Neo Geo MVS el 16 de octubre de 1996, y para Neo Geo AES en diciembre de 1996. fue uno de los pocos videojuegos de Neo Geo lanzado por un patrocinador corporativo: Akai. Las versiones japonesa y europea para AES fueron lanzadas como uno de los títulos más grandes de la plataforma, con copias con un valos aproximado de entre USD6000 y 45 000 $ en el mercado. Luego del lanzamiento, el título fue presentado en el AM Show de 1996. El 12 de marzo de 2013 D4 Enterprise relazó el título para la consola Wii. Hamster Corporation lo relanzó para Nintendo Switch, PlayStation 4 y Xbox One en febrero de 2019 en la serie Arcade Archives.

## Recepción
The Ultimate 11: SNK Football Championship recibió crítcas positivas por parte de los críticos pero no tuvo la popularidad de los predecesores. Un crítico de la revista brasileña Super Game Power elogío el aspecto divertido, controles, gráficos y sonido. Kyle Knight de AllGame comentó sobre la mejora en la presentación visual y la final jugabilidad pero criticó el diseño de sonido y el nivel de dificultad de la inteligencia artificial de los rivales conforme avanzaba en el juego.